# Georgie & Mandy's First Marriage
Georgie & Mandy's First Marriage è una sitcom statunitense del 2024, creata da Chuck Lorre, Steven Molaro e Steve Holland, e trasmessa sulla CBS a partire dal 17 ottobre.  
Si tratta della terza serie del franchise iniziato con The Big Bang Theory, e del secondo spin-off della stessa dopo Young Sheldon, di cui Georgie & Mandy rappresenta anche un sequel. Si concentra sulla vita di Georgie Cooper, fratello maggiore del geniale ed eccentrico Sheldon Cooper (il protagonista della serie madre e del primo spin-off) e sulla sua vita come marito e padre adolescente.

## Trama
Sheldon Cooper è partito per la CalTech, in California, lasciandosi dietro, in Texas, la sua famiglia di origine, composta da sua madre Mary, sua nonna Connie, la sua gemella Missy e suo fratello maggiore Georgie, mentre suo padre, George, è recentemente morto. Le redini della famiglia sono quindi state prese in mano dal diciottenne Georgie, il quale tuttavia deve gestire anche la sua complicata vita di padre e marito: è infatti da poco sposato con la trentenne Mandy McAllister, con cui ha una figlia neonata, CeeCee.   

## Episodi
| Stagione         | Episodi | Prima TV originale | Prima TV Italia |
| ---------------- | ------- | ------------------ | --------------- |
| Prima stagione   | 22      | 2024-2025          | —               |
| Seconda stagione | 22      | 2025-2026          | –               |

## Personaggi e interpreti

### Principali
- George "Georgie" Marshall Cooper Jr., interpretato da Montana Jordan. Figlio maggiore della famiglia Cooper, è il marito di Mandy McAllister e padre di CeeCee Cooper, all'inizio della serie ha da poco compiuto diciotto anni. Essendo da poco rimasto orfano di padre, cerca di occuparsi anche di sua madre Mary e di sua sorella quattordicenne Missy. È inoltre il fratello di Sheldon Cooper, gemello di Missy, il quale però, subito dopo la morte del loro padre, si è trasferito in California per completare gli studi universitari.
- Amanda "Mandy" McAllister, interpretata da Emily Osment. Moglie di Georgie e madre di CeeCee, aspirante meteorina. Ha dodici anni più di Georgie.
- Constance "CeeCee" Cooper, figlia di Georgie e Mandy, nata pochi mesi prima dell'inizio della serie. Prende il nome dalla sua bisnonna, Connie Tucker.
- Jim McAllister, interpretato da Will Sasso. Marito di Audrey e padre di Mandy e Connor, proprietario di un negozio di ricambi per auto. È un uomo affabile ma sottomesso alla moglie, e ha molta simpatia per Georgie.
- Audrey McAllister, interpretata da Rachel Bay Jones. Moglie di Jim e madre di Mandy e Connor. A differenza del marito, ha una personalità polemica e controllante ed è sempre critica, soprattutto verso Georgie, e di conseguenza ha un rapporto altalenante sia con la figlia che con il genero.
- Connor McAllister, interpretato da Dougie Baldwin, che sostituisce Joseph Apollonio, interprete del personaggio in Young Sheldon. Fratello minore di Mandy, è un aspirante musicista dalla personalità piuttosto eccentrica.
- Ruben, interpretato da Jessie Prez. Impiegato del negozio dei McAllister, dove lavora come meccanico nell'officina annessa. Ha una forte antipatia per Georgie, che ritiene occupi nel negozio una posizione privilegiata solo perché genero del proprietario.

### Secondari
- Mary Cooper, interpretata da Zoe Perry. Madre di Georgie, Sheldon e Missy Cooper, vedova di George Cooper. È una donna profondamente religiosa, rimasta molto scossa dalla morte prematura del marito e dalla partenza del figlio Sheldon.
- Constance "Connie" Tucker, interpretata da Annie Potts. Madre di Mary, è soprannominata Nonnina (in originale Meemaw) dai nipoti. Al contrario della figlia, ha una personalità sfacciata e pungente.
- Melissa "Missy" Cooper, interpretata da Raegan Revord. Unica figlia di George e Mary Cooper, sorella minore di Georgie e gemella di Sheldon. È un'adolescente di natura ribelle e problematica, esacerbata dalla morte del padre e, prima di ciò, dal sentirsi costantemente ignorata dalla famiglia.
- Dale Ballard, interpretato da Craig T. Nelson. Compagno di Connie, è proprietario di un negozio di articoli sportivi, nonché allenatore della locale squadra di baseball per bambini.

## Produzione

### Sviluppo
Dopo che la volontà di realizzare uno spin-off/sequel di Young Sheldon è stata annunciata nel gennaio 2024, lo spettacolo è stato ufficializzato nel marzo dello stesso anno, quando è stata resa pubblica la trama e confermato il ritorno degli sceneggiatori di The Big Bang Theory e Young Sheldon. A maggio, è stato distribuito il titolo, e a luglio è stato reso noto che la serie avrebbe debuttato il 17 ottobre 2024 sulla CBS. Inizialmente erano stati pianificati 13 episodi, ma il 30 ottobre 2024, a seguito degli alti indici di ascolto ottenuti dai primi quattro episodi, la produzione è stata estesa per produrre una stagione completa da 22 episodi. 
Nel febbraio 2025, la CBS ha rinnovato la serie per una seconda stagione, il cui debutto è previsto per il 16 ottobre 2025. 

### Cast
Nel marzo 2024, è stato annunciato il ritorno di Montana Jordan ed Emily Osment come Georgie Cooper e Mandy McAllister. A maggio, è stato confermato anche il ritorno di Will Sasso e Rachel Bay Jones come Jim e Audrey McAllister. A luglio, è stato annunciato che Zoe Perry, Raegan Revord e Annie Potts avrebbero occasionalmente ripreso i ruoli di Mary Cooper, Missy Cooper e Connie Tucker.   
Sempre a luglio, è stato annunciato che Dougie Baldwin avrebbe sostituito Joseph Apollonio nel ruolo di Connor McAllister, mentre Jessie Prez si sarebbe aggiunto al cast nel ruolo di Ruben.   
Fra settembre 2024 e gennaio 2025, è stato annunciato che i seguenti attori avrebbero ripreso i loro ruoli come guest star: Craig T. Nelson (Dale Ballard), Matt Hobby (pastore Jeff Difford), Doc Farrow (coach Wayne Wilkins), Lance Barber (George Cooper).  

### Riprese
La serie è stata girata a partire da luglio 2024 presso i Warner Bros. Studios in California, davanti a un pubblico dal vivo. In precedenza, gli stessi studi e la stessa tecnica erano state usate per le riprese di The Big Bang Theory.

## Distribuzione
La serie ha debuttato il 17 ottobre 2024 sulla rete CBS.

## Accoglienza
Su Rotten Tomatoes la prima stagione ha riportato l'88% di recensioni positive, con una media di 9/10. Su Metacritic ha totalizzato un punteggio di 61/100, indicando "recensioni generalmente favorevoli". 